# اولاد یعیش
اولاد یعیش (به عربی: اولاد یعیش) یک شهرداری در الجزایر است که در استان غلیزان واقع شده‌است.